# مرصد غرين بانك
مرصد غرين بانك (بالإنجليزية: Green Bank Observatory)، والذي يعرف باستضافته لتلسكوب غرين بانك الذي يعد أكبر مقراب راديوي قابل للتدوير في العالم.
ينتمي مرصد غرين بانك إلى شبكة من المراصد الأخرى التي تكون مرصد علم الفلك الوطني الأمريكي.
يقع المرصد في مجمع غرين بانك الواقع في ولاية فرجينيا الغربية بالولايات المتحدة. وبالضبط في وسط منطقة الصمت اللاسلكي (States National Radio Quiet Zone) التي تشمل مستطيلا تزيد مساحته عن 33000 كيلومتر مربع، حيث تحظر الإرسالات الراديوية أو تطبق عليها قيود.

## أهم تلسكوبات المرصد

### تلسكوب غرين بانك (BGT)
تقرر بناء التلسكوب في 15 نوفمبر 1988 بعد انهيار التلسكوب الذي سبقه، اللاقط الذي يبلغ قطره 90 مترا، بسبب فقدان مجموعة أولية أثناء تجميعه.و تم البناء فعليا بين سنتي 1991 و2002 ،ليتلقى أول ضوء له (طيف أشعة راديوية) في 22 أغسطس 2000 .يسمى هذا التليسكوب أيضا باسم تلسكوب روبرت ك.بيرد تكريما للسناتور روبرت بيرد .
تبلغ مساحة التجميع 7854 مترا مربعا، تقيس مساحة بعرض 100 متر وطول 110 متر، وتتكون من 2004 لوحة أولية يتم تعديلها بنشاط من قبل 2209 مشغل مستقل. يتم تشكيل ألواح  الألومنيوم بدقة تقارب ال 75 ميكرون .
كما يتوفر التلسكوب على آليات تكييف تجعل من.الممكن تصحيح التشوهات الميكانيكية الناتجة عن الجاذبية خلال عملية تغيير اتجاه التلسكوب.
بدون هذه الآليات("السطح النشط") سيصبح عمل تلسكوب غرين بانك مستحيلا في الترددات التي تفوق 4 هيرتز، من الناحية النظرية يمكن أن يستعمل هذا التلسكوب حتى في ترددات تصل 100 جيجاهيرتز.
هذا التلسكوب يتميز بهيكل غير عادي بمعنى أن المرآة ليس لديها شكل متناظر، بل هي جزء من سطح مكافئ ،لا يشمل محور بؤرة العدسة .
يسمح موضع الإزاحة المستقبلات للبؤر بأن يكون دعمها خارج مجال الرؤية، وبالتالي تجنب مشاكل الانعكاس و الحيود .
في بؤرة العدسة للاقط  يوجد مخروط تغذية قابل للسحب، وخلفه يوجد العاكس الثانوي 8 متر، وبالتالي يشكل ما يسمى بالمقراب الغريغوري .في بؤرة العدسة الثانوية ( الغريغوري) توجد ثمانية مخاريط بدقة أكبر، مركب على برج دوار .وتتراوح الترددات المستخدمة بين 290 ميجا هيرتز (مليون هيرتز) و 49,8 جيجا هيرتز (ألف مليون هيرتز) .
انطلاقا من سبتمبر 2006، تم اختبار أداة تستعمل ترددات تصل إلى 90 غيغاهرتز، والتي تسمى بالموستانجMUSTANG(Multiplexed SQUID/TES Array for Ninety Gigahertz( ،و هو أعلى تردد لوحظ حتى الآن على تلسكوب غرين بانك وأول مصور بالبيكسل. · 
في النهاية، يجب أن تجهز التلسكبات بنظام ليزر مشيرا إلى لوحات العاكس الأولية، منجل القياس الدقيق والتعويض عن التشوهات الناجمة عن الجاذبية، الرياح والتمدد، وما إلى ذلك..

### مقياس التداخل-غرين بانك (BGI)
هو مقياس تداخل سابق للمرصد الوطني لعلم الفلك الراديوي(NRAO)،يتألف من ثلاثة هوائيات 26 متر (85 قدم)،تسمى على التوالي:1-85 و 2-85 و 3-85.
التليسكوب 1-85 ،الذي بني في سنة 1958 ،وبدأ تشغيله في عام 1959،هو واحدا من بين التلسكوبات الرواد في الفلك الراديوي بالمرصد الوطني لعلم الفلك الراديوي.و يدعى باسم تلسكوب هوارد تاتل تكريما لمصممه الذي توفي في عام 1957 .هذا المهندس كان له الفضل في فكرة تركيب محوري التلسكوب على عجلات بقطر كبير لتحسين الدقة المتوقعة.وقد شارك التلسكوب فعليا في مشروع أوزما ،الذي درس درجات حرارة القمر والزهرة ولاحظ حزام الحزام الإشعاعي لكوكب المشتري.
في سنة 1964،مكن تشغيل التليسكوب الثاني المسمى 2-85 من إستعماله كمقياس تداخل يبلغ طوله القاعدي الأقصى 2400 متر.كما مثل فرصة لاختبار تقنيات التوليف الافتتاحي إلى غاية 1978،ساهم بعدها في العديد من القياسات الفلكية الأخرى والتي تندرج ضمن علم القياسات الفلكية حتى عام 1988 لصالح المرصد البحري الأمريكي.
بدخول التليسكوب 3-85 سنة 1989،إزدادة قوة مقياس التداخل، فكان هذا تمهيدا لمصفوفةالمراصد الكبيرة (VLA).
سمحت هذه الأدات بتوثيق أولى الملاحظات الراديوية، التي تؤكد انحراف الموجات الكهرومغناطيسية عند مرورها بالقرب من نجم كبير التي تنبأت بها نظرية النسبية العامة .
عملت هذه التلسكوبات مجتمعة  تحت رعاية المرصد البحري الأمريكي حتى حلول عام 1996 ، في مجالات مختلفة مثل علم تقسيم الأرض مديد القاعدة و مراقبة تغير لمعان النجوم (النباضة) و النجوم الثنائية الأشعة إكس .
منذ أن إستأنفت ناسا تمويل أنشطة هذه التلسكوبات وهي تستخدم التلسكوب 3-85 للمراقبة المستمرة للنجوم النباضة (يتبع حوالي 35 في اليوم الواحد) .أما المرصدين الآخرين أي 1-85 و 2-85 فهما ينتظران برنامجا جديدا للمراقبة منذ سنة 2000.

## اكتشافات بارزة للمرصد
- في سنة 1968،اكتشف مقياس التداخل-غرين بانك (GBI) نجم نباض السرطان (PSR B0531+21).
- في سنة 2002،قام تلسكوب غرين بانك (GBT) باكتشاف ثلاث من نبضات الميلي ثانية غير متوقعة في مجموعة العنقود النجمي المغلق إم62 المدروسة على نطاق واسع [16]
- في عام 2006، اكتشف أسرع نباض لوحظ من أي وقت مضى: پی اس آر جی 1748– 2446 اي دي يدور71دورة في الثانية[17] ، فقاعة الحواء الفائقة، التي تبعد عن درب التبانة ب 23000

سنة ضوئية ،ولها حقل مغناطيسي حلزوني في السحاب الجزيئي للسديم الجبار .

## روابط خارجية
- الموقع الرسمي لمرصد غرين بانك  (بالإنجليزية)